# Zuchau
Zuchau este o comună din landul Saxonia-Anhalt, Germania.